# Henry Brougham (sportsmand)
Henry J. Brougham (født 8. juli 1888, død 18. februar 1923) var en britisk sportsudøver, som deltog i OL 1908 i London.

## Sportskarriere
Brougham gik på Wellington College, hvor hans far var rektor, og senere på Oxford, hvor han hørte til Brasenose College. Han dyrkede flere sportsgrene, herunder cricket og rugby, som han opnåede store resultater i. Blandt andet var han på det engelske landshold i rugby. Men det var i racquets, han opnåede sine største resultater. Allerede i tiden på Wellington kom han i finalen i skolemesterskaberne tre år i træk i single (1905-1907), og i 1908 vandt han i double.
Han deltog i single ved OL 1908, hvor sporten for første og eneste gang var på programmet, og hvor deltagerne alle var fra Storbritannien. Brougham var oversidder i kvartfinalen og mødte derpå Evan Noel i semifinalen. Noel vandt i tre sæt og blev senere olympisk mester uden kamp, da hans finalemodstander, Henry Leaf, var skadet. Som taber i semifinalen fik Brougham bronze sammen med John Jacob Astor.
Brougham nåede finalen i de britiske amatørmesterskaber 1909, hvor han tabte til periodens bedste spiller, Edgar Baerlein, og i 1913 blev han mester i double sammen med Basil Foster.

## Øvrige liv
Brougham var major i Royal Field Artillery under første verdenskrig. Han var udsat for en alvorlig gasforgiftning i Frankrig i 1917, og skaderne herfra kostede ham livet nogle år senere.